# 苏慧廉
苏慧廉（William Edward Soothill，1861年—1935年），著名英国在华传教士，在中国温州传教26年，牛津大学中文教授，英国知名汉学家。

## 生平
1861年1月23日出生于英格兰约克郡的哈利法克斯。1881年冬，年仅20岁的苏慧廉被英国偕我会（United Methodist Free Church，1911年改名圣道公会，1934年再改名循道公会）派遣来到中国温州，接替李华庆牧师（Robert Inkerman Exley，1855-1881）在该城开创的传教事业。三年之后，同查理斯·法勒的女儿露营（Lucy Farrar Soothill）在温结婚。苏慧廉在温州地区传教26年，先后发展教徒万余人，建立9个联区，270余处分堂。其中规模最大的一座是1898年他主持重建的温州城西堂，至今保存完好。温州教区是循道公会在华传教最成功的2个地区之一（另一个是以云南昭通为中心的西南教区，信徒大部分是苗族）。
他还创制了没有7、4两个不易唱的音名，只有1、2、3、5、6五个音名的中调、长调、短调、八七调、七调等五支曲调，有的至今尚为信徒所传唱。 
他在语言方面很有天赋，学习温州方言（师从汤壁垣、任铭东）仅半年，即能用温州话登台讲道。并与汤壁垣、任铭东一起设计溫州話羅馬字，1903年以此翻译出版《Sang Iah Sing Shi 新约圣书》。乡村妇孺学习一、二个月，即可用以通信。后来因民国期间推广国语而失传。现北京中国社科院语言研究所尚保存有这种拼音文字的书本和课本。他甚至能用通顺的文言文为重建城西堂撰写的碑文：“中外集资成数，庀材鸠丁，昕夕董治，月圆十度，方始告竣”，为西方传教士中所罕见。
苏慧廉还在温州创办了最早的西式教育和医疗事业，其中著名的有艺文中学（1897年—1925年）和白累德医院（1906年—1953年，温州市第二人民医院前身）。 
在温州传教26年以后，1908年，苏慧廉北上太原，任山西大学堂西学专斋总教习。1914年至1918年任基督教青年会宗教工作主任干事。1925年任中国赔偿、法律顾问委员会委员，次年任英国派遣中国的惠林顿爵士代表团团员。在侨居中国46年后，苏慧廉于1928年离开中国，任美国哥伦比亚大学访问教授，晚年回英国后，任牛津大学汉学讲座教授。
1935年5月14日，于牛津寓所去世，葬于牛津玫瑰山墓园（Rose Hill Cemetery）。

## 著作
- 《四福音和使徒传》
- 《Sang Iah Sing Shi 新约圣书》
- 《Soothill 华英袖珍字典》
- 《A Typical Mission in China》

## 家譜及子女
妻子蘇路熙（Lucy SOOTHILL，1858-1931）。女兒谢福芸（Dorothea Hosie，1885-1959）生於浙江寧波，與大英帝國駐大清外交官謝立山結婚，故女兒的漢姓改姓謝。